# 500 Milhas de Indianápolis de 1961
Resultados das 500 Milhas de Indianápolis de 1961, no circuito de Indianapolis na terça-feira, 30 de Maio de 1961.
| Pos final | Pos inicial | N.º | Nome             | Qual    | Rank | Voltas | Led | Posição        |
| --------- | ----------- | --- | ---------------- | ------- | ---- | ------ | --- | -------------- |
| 1         | 7           | 1   | A.J. Foyt        | 145.903 | 9    | 200    | 71  | Corrida        |
| 2         | 1           | 12  | Eddie Sachs      | 147.481 | 1    | 200    | 44  | Corrida        |
| 3         | 4           | 2   | Rodger Ward      | 146.187 | 5    | 200    | 7   | Corrida        |
| 4         | 18          | 7   | Shorty Templeman | 144.341 | 27   | 200    | 0   | Corrida        |
| 5         | 26          | 19  | Al Keller        | 146.157 | 6    | 200    | 0   | Corrida        |
| 6         | 28          | 18  | Chuck Stevenson  | 145.191 | 16   | 200    | 0   | Corrida        |
| 7         | 33          | 31  | Bobby Marshman   | 144.293 | 29   | 200    | 0   | Corrida        |
| 8         | 25          | 5   | Lloyd Ruby       | 146.909 | 2    | 200    | 0   | Corrida        |
| 9         | 13          | 17  | Jack Brabham     | 145.144 | 17   | 200    | 0   | Corrida        |
| 10        | 32          | 34  | Norm Hall        | 144.555 | 26   | 200    | 0   | Corrida        |
| 11        | 15          | 28  | Gene Hartley     | 144.817 | 22   | 198    | 0   |                |
| 12        | 5           | 98  | Parnelli Jones   | 146.080 | 7    | 192    | 27  |                |
| 13        | 6           | 97  | Dick Rathmann    | 146.033 | 8    | 164    | 0   | Tanque do comb |
| 14        | 17          | 10  | Paul Goldsmith   | 144.741 | 25   | 160    | 0   | Connecting Rod |
| 15        | 12          | 15  | Wayne Weiler     | 145.349 | 14   | 147    | 0   | Wheel          |
| 16        | 31          | 35  | Dempsey Wilson   | 144.202 | 31   | 145    | 0   | Tanque do comb |
| 17        | 16          | 32  | Bob Christie     | 144.782 | 24   | 132    | 0   | Piston         |
| 18        | 10          | 33  | Eddie Johnson    | 145.843 | 12   | 127    | 0   | Choque T4      |
| 19        | 8           | 8   | Len Sutton       | 145.897 | 10   | 110    | 0   |                |
| 20        | 22          | 52  | Troy Ruttman     | 144.799 | 23   | 105    | 10  |                |
| 21        | 20          | 41  | Johnny Boyd      | 144.092 | 32   | 105    | 0   |                |
| 22        | 3           | 99  | Jim Hurtubise    | 146.306 | 4    | 102    | 35  | Piston         |
| 23        | 19          | 86  | Ebb Rose         | 144.338 | 28   | 93     | 0   | Vara           |
| 24        | 30          | 26  | Cliff Griffith   | 145.038 | 19   | 55     | 0   | Piston         |
| 25        | 21          | 45  | Jack Turner      | 144.904 | 21   | 52     | 0   | Choque FS      |
| 26        | 14          | 73  | A. J. Shepherd   | 144.954 | 20   | 51     | 0   | Choque FS      |
| 27        | 29          | 22  | Roger McCluskey  | 145.068 | 18   | 51     | 0   | Choque FS      |
| 28        | 9           | 14  | Bill Cheesbourg  | 145.873 | 11   | 50     | 0   | Choque FS      |
| 29        | 27          | 83  | Don Davis        | 145.349 | 15   | 49     | 0   | Choque FS      |
| 30        | 11          | 4   | Jim Rathmann     | 145.413 | 13   | 48     | 6   | Magneto        |
| 31        | 23          | 55  | Jimmy Daywalt    | 144.219 | 30   | 27     | 0   | Brake Line     |
| 32        | 24          | 16  | Bobby Grim       | 144.029 | 33   | 26     | 0   | Piston         |
| 33        | 2           | 3   | Don Branson      | 146.843 | 3    | 2      | 0   |                |